# 소도리도
소도리도(小桃李島)는 경기도 화성시 서신면 백미리 산142번지에 위치한 무인도로, 면적은 309m2이다. 도리도에서 남쪽으로 830m 떨어져 있으며, 육지의 궁평항에서 서쪽으로 약 5.7 km 거리에 있다.

## 지리
섬은 장방형으로, 긴 쪽과 짧은 쪽의 길이가 각각 70m와 50m이다. 파도의 작용 때문에 파식대가 대부분으로, 해식애는 점차 퇴화하고 있다. 섬은 편마암으로 구성된 것으로 보인다.
2008년의 조사에서 총 3종의 식물을 확인하였다. 정상부에 사철쑥과 갯보리의 군락이 있고, 그 외 대나물이 퍼져 있다. 무척추동물의 경우 고랑따개비만 발견되었으며, 해조류는 발견되지 않았다.